# 212

## Събития
- Едиктът Constitutio Antoniniana на Каракала дава на всички свободни жители на Римската империя статут на граждани
- Едеса става римска провинция
- В Рим започва строежа на Термите на Каракала

## Починали
- Корнифиция, дъщеря на римския император Марк Аврелий
- Папиниан, римски юрист и политик (* 142)
- Пертинакс Цезар, син на римския император Пертинакс